# Bloomington (Illinois)
Bloomington ist eine Stadt und Verwaltungszentrum des McLean County in der Mitte des US-amerikanischen Bundesstaates Illinois. Im Jahre 2020 hatte Bloomington 78.680 Einwohner. Sie bildet gemeinsam mit Normal (Illinois) einen gemeinsamen Ballungsraum.
Die Stadt liegt 55 km südöstlich von Peoria, 189 km südwestlich von Chicago,
230 km nordöstlich von St. Louis in Missouri, 94 km nordöstlich von Illinois’ Hauptstadt Springfield und 76 km nordwestlich von Champaign.

## Geografie
Die Stadt liegt 243 m über dem Meeresspiegel. Laut der Volkszählung des Jahres 2010 hat die Stadt eine Fläche von 70,5 km², von der 70,5 km² oder 99,96 % Landfläche und 0,026 km² oder 0,04 % Wasserfläche sind.

## Geschichte
Die Gegend des heutigen Bloomington befand sich an der Ecke eines großen Waldes, der von Kickapoo Indianern bewohnt wurde. Die ersten europäischen Siedler ließen sich dort um 1820 nieder. Die Niederlassung, zunächst Keg Grove, später Blooming Grove genannt, wurde am 25. Dezember 1820 zur Kreisstadt ernannt, nachdem das McLean County gegründet wurde.
Mit der Gründung des McLean County wurde die Bildung einer Kreisstadt beschlossen. Allerdings sollte die genaue Lage später festgelegt werden. James Allin, einer der Befürworter des neuen Countys, bot ein Grundstück von 240.000 Quadratmetern seines Grundstücks für die Gründung der Stadt an. Sein Angebot wurde angenommen und Bloomington wurde aufgebaut. Die Grundstücke wurden in einer gutbesuchten und lauten Auktion am Unabhängigkeitstag 1831 versteigert. Zu dieser Zeit gab es zwar nur wenige Straßen, aber die Böden waren ergiebig und zogen neue Farmer an, die ihre Geschäfte auf dem Gebiet des neu gegründeten County begannen. Die Menschen kamen aus allen Himmelsrichtungen, um ihrer Geschäftstätigkeit im Stadtzentrum nachzugehen, darunter auch Abraham Lincoln, der als Rechtsanwalt im nahen Springfield arbeitete.
1850 wurde in Bloomington die Illinois Wesleyan University gegründet.
Im Jahr 1900 zerstörte ein Feuer das alte Rathaus und die Polizeistation sowie den größten Teil des Stadtzentrums, besonders nördlich und östlich des Gerichts. Die zerstörten Gebäude wurden allerdings schnell wieder aufgebaut.
Während der ersten zwei Dekaden des 20. Jahrhunderts wuchs Bloomington stetig weiter. Landwirtschaft, der Bau von Highways und Eisenbahnen sowie das wachsende Versicherungswesen, hauptsächlich die staatliche Landwirtschaftsversicherung beeinflussten das Wachstum von Bloomington und seines Stadtzentrums. Das Stadtzentrum wurde ein regionales Einkaufszentrum, das den Handel aus den benachbarten Countys anzog.

## Wirtschaft
Laut dem Bloomington's 2011 Comprehensive Annual Financial Report sind die größten Arbeitgeber von Bloomington wie folgt:
| #  | Arbeitgeber                               | # der Arbeitnehmer |
| -- | ----------------------------------------- | ------------------ |
| 1  | State Farm Insurance                      | 14.450             |
| 2  | Country Financial                         | 02.084             |
| 3  | Mitsubishi Motor Manufacturing of America | 01.278             |
| 4  | OSF St. Joseph Medical Center             | 01.140             |
| 5  | Afni                                      | 0900               |
| 6  | McLean County                             | 0806               |
| 7  | City of Bloomington                       | 0743               |
| 8  | Bloomington School District 87            | 0691               |
| 9  | Growmark                                  | 0528               |
| 10 | Illinois Wesleyan University              | 0468               |

Bloomington beheimat auch ein Kongresszentrum an den McLean County Fairgrounds, das U.S. Cellular Coliseum und Beer Nuts.
Zusammen mit Normal wird der Grundbesitz in Bloomington mit einem Hebesatz von 0,04 % besteuert, um den Central Illinois Regional Airport zu unterstützen. Der Flughafen wird derzeit von drei Fluglinien angeflogen.

## Galerie

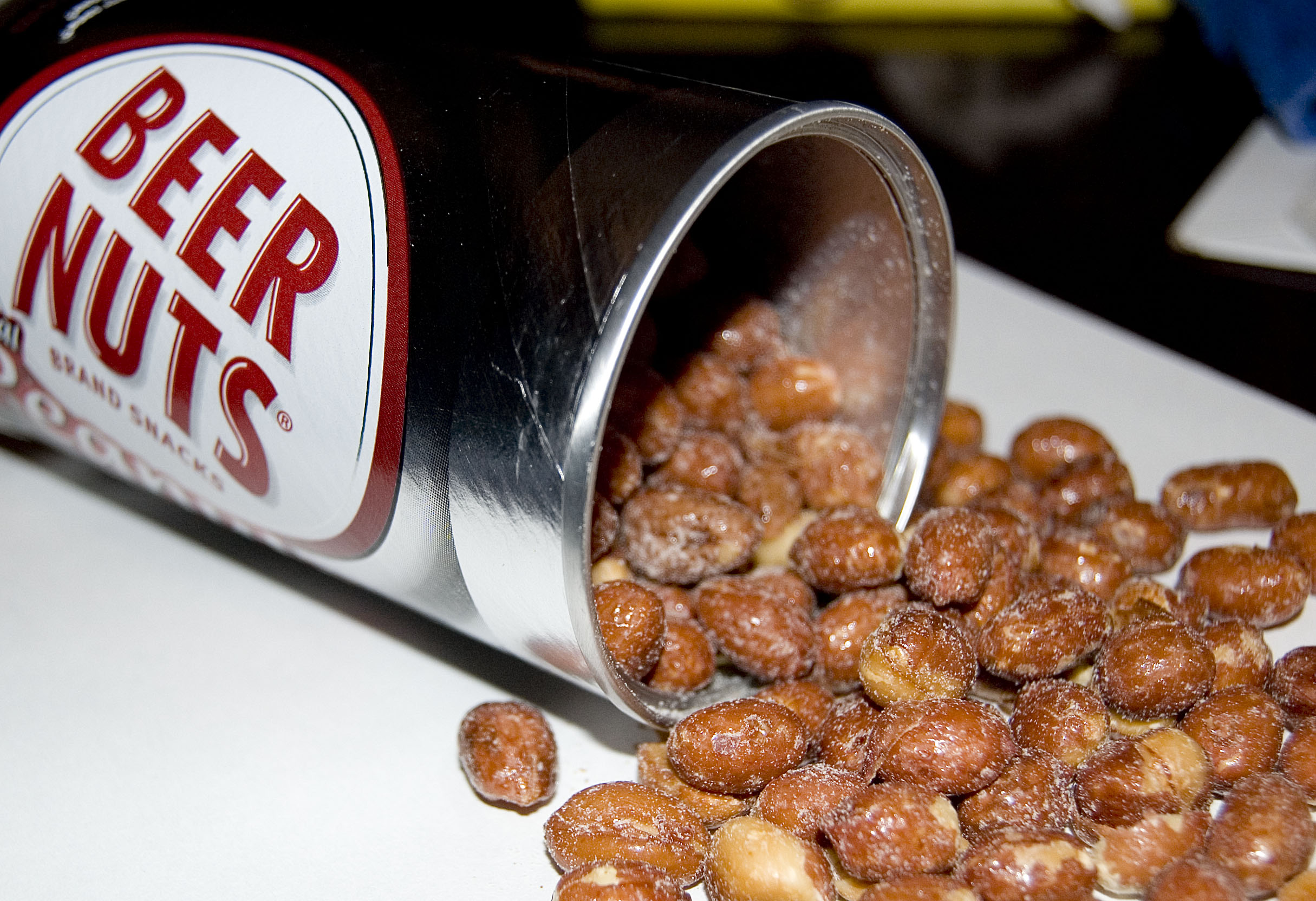
Beer Nuts werden in Bloomington produziert.
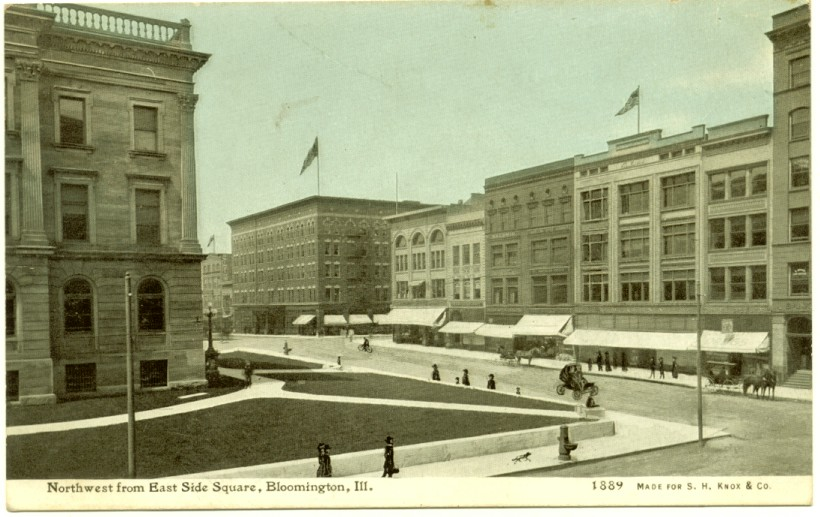
Blick in nordwestliche Richtung von der Ostseite des Platzes im Stadtzentrum, etwa 1910
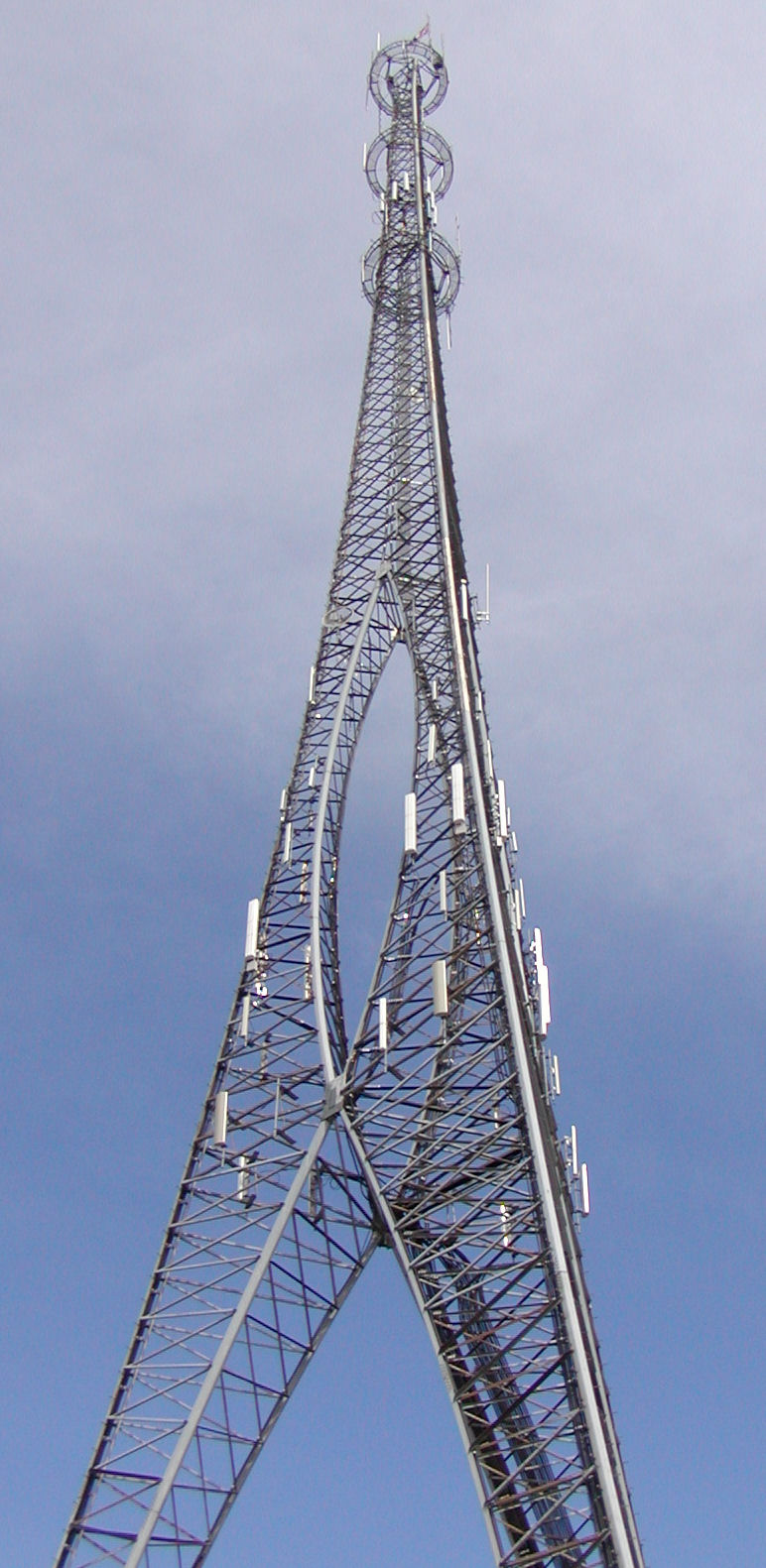
Bloomington Tower

## Söhne und Töchter der Stadt
- David Davis Walker (1840–1918), Unternehmer
- Elbert Hubbard (1856–1915), Schriftsteller und Verleger
- James Harvey Robinson (1863–1936), Historiker
- Benjamin Lincoln Robinson (1864–1935), Botaniker und Direktor des Gray-Herbariums der Harvard University in Cambridge (Massachusetts)
- Frederic William Goudy (1865–1947), Typograf
- James Harbord (1866–1947), Generalleutnant der U.S. Army
- Frank H. Funk (1869–1940), Politiker
- Louis Fitzhenry (1870–1935), Jurist und Politiker
- Sidney Smith (1877–1935), Cartoonzeichner
- Rachel Crothers (1878–1958), Autorin und Theaterregisseurin
- Martin A. Brennan (1879–1941), Politiker
- Clinton Davisson (1881–1958), Physiker und Nobelpreisträger
- Forrest Taylor (1883–1965), Schauspieler
- Henry Holmes Smith (1909–1986), Ausbilder für Fotografie an der Indiana University
- Richard Webb (1915–1993), Schauspieler und Sachbuchautor
- George Lincoln Rockwell (1918–1967), Gründer und „Führer“ der American Nazi Party
- George W. Whitehead (1918–2004), Mathematiker
- William R. Roy (1926–2014), Politiker
- McLean Stevenson (1927–1996), Schauspieler
- Kenneth E. Bailey (1930–2016), Theologe
- Rick Scott (* 1952), Politiker (Republikaner)
- John Campbell (* 1955), Jazzpianist
- Kelly Loeffler (* 1970), Politikerin (Republikaner)
- Jim DeChamp (* 1980), Motocrossfahrer und Stuntman
- Pokey LaFarge (eigentlich Drew Heissler) (* 1983), Rootsmusiksänger
- Zach Freeman (* 1985), Basketballspieler
- Joe Loprieno (* 1986), Eishockeyspieler
- Michael Hoomanawanui (* 1988), American-Football-Spieler
- Hannah Clayton (* 2000), Volleyballspielerin